# Soma (Gambia)
Soma è un centro abitato del Gambia, situato nella Divisione del Lower River.